# Topoľovka
Topoľovka (in ungherese Topolóka, in tedesco Sommerdorf) è un comune della Slovacchia facente parte del distretto di Humenné, nella regione di Prešov.